# Buenos Aires a la vista
Buenos Aires a la vista es una película en blanco y negro de Argentina dirigida por Luis Bayón Herrera sobre su propio guion sobre el argumento de Carlos A. Petit y Enrique Vico Carré que se estrenó el 20 de septiembre de 1950 y que tuvo como protagonistas a Agustín Irusta, Blanquita Amaro, Dringue Farías, Carlos Castro "Castrito" y Adolfo Stray. El filme contó con la colaboración de Victoria Garabato en la coreografía.

## Sinopsis
Una actriz famosa mientras viaja en barco hacia Buenos Aires se enamora de un joven aparentemente pobre.

## Reparto
- Agustín Irusta
- Blanquita Amaro
- Dringue Farías
- Carlos Castro "Castrito"
- Adolfo Stray
- Lalo Malcolm
- Dorita Acosta
- Ramón J. Garay
- Doris Bertrand
- Vicente Rubino
- Juan Carlos Cambrio
- Tita Maldonado
- Carlos Gordillo
- Rafael Chumbita
- Oscar Llompart
- Blanquita Amaro (hija)
- Miguel Dante
- J. Audenino
- J. Gorizzizo
- Francisco Audenino

## Comentarios
Clarín opinó:

”El espectáculo se vincula de manera directa con lo que conoce como teatro de revistas…En realidad no se ha pretendido otra cosa que filmar una de esas revistas.”

Por su parte Manrupe y Portela escriben del filme:

”Rutinaria comedia con canciones e imitaciones, hoy totalmente pasada de moda.”